# جافنا
جافنا (تامیلی: யாழ்ப்பாணம் Yalpanam) یکی از شهرهای کشور سری‌لانکا است که در شمال این کشور واقع شده‌است؛ شهر جافنا مرکز استان شمالی می‌باشد.
این شهر ۲۰٫۲ کیلومتر مربع مساحت و ۸۸٬۱۳۸ تن جمعیت دارد

## نگارخانه

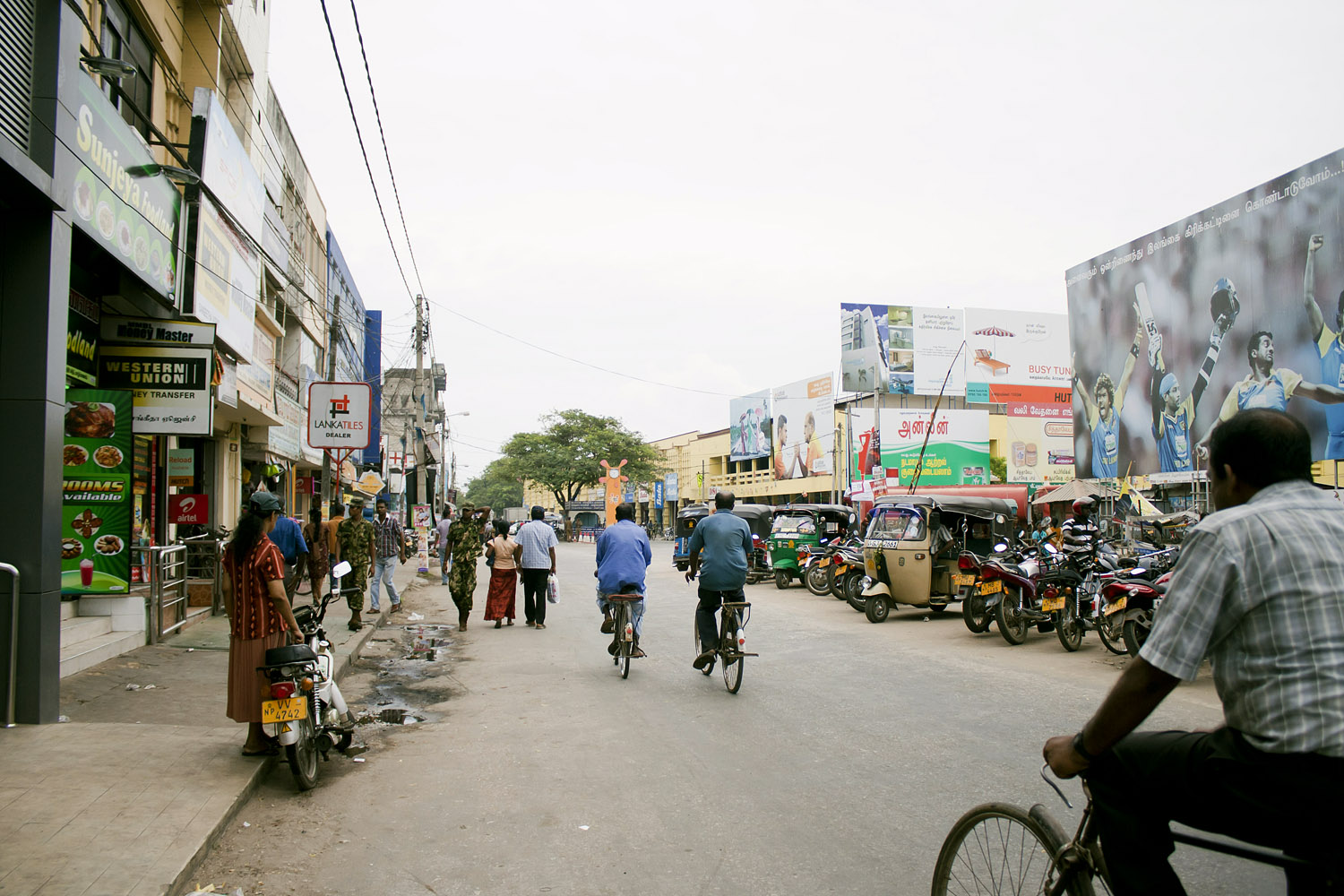
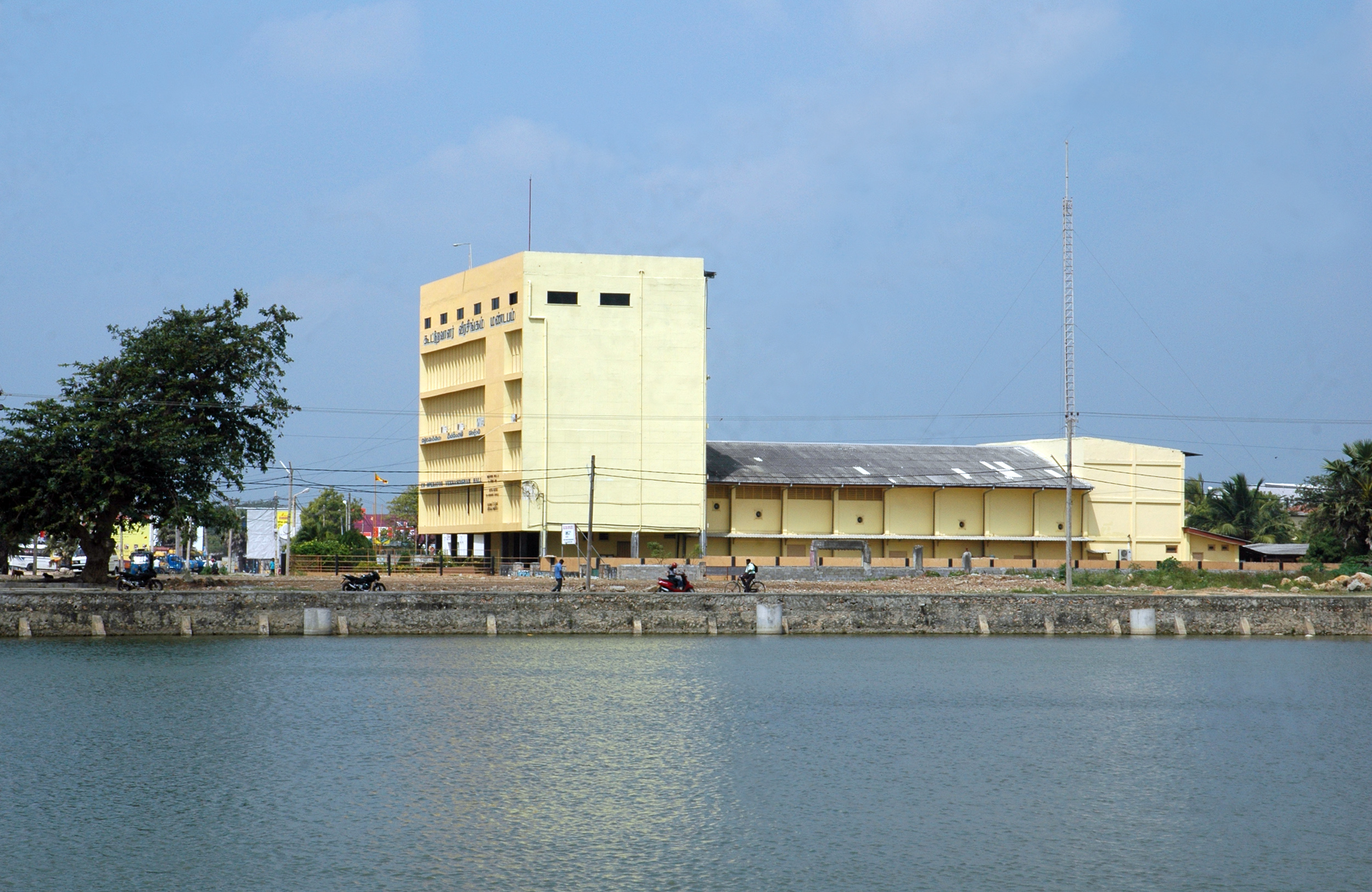
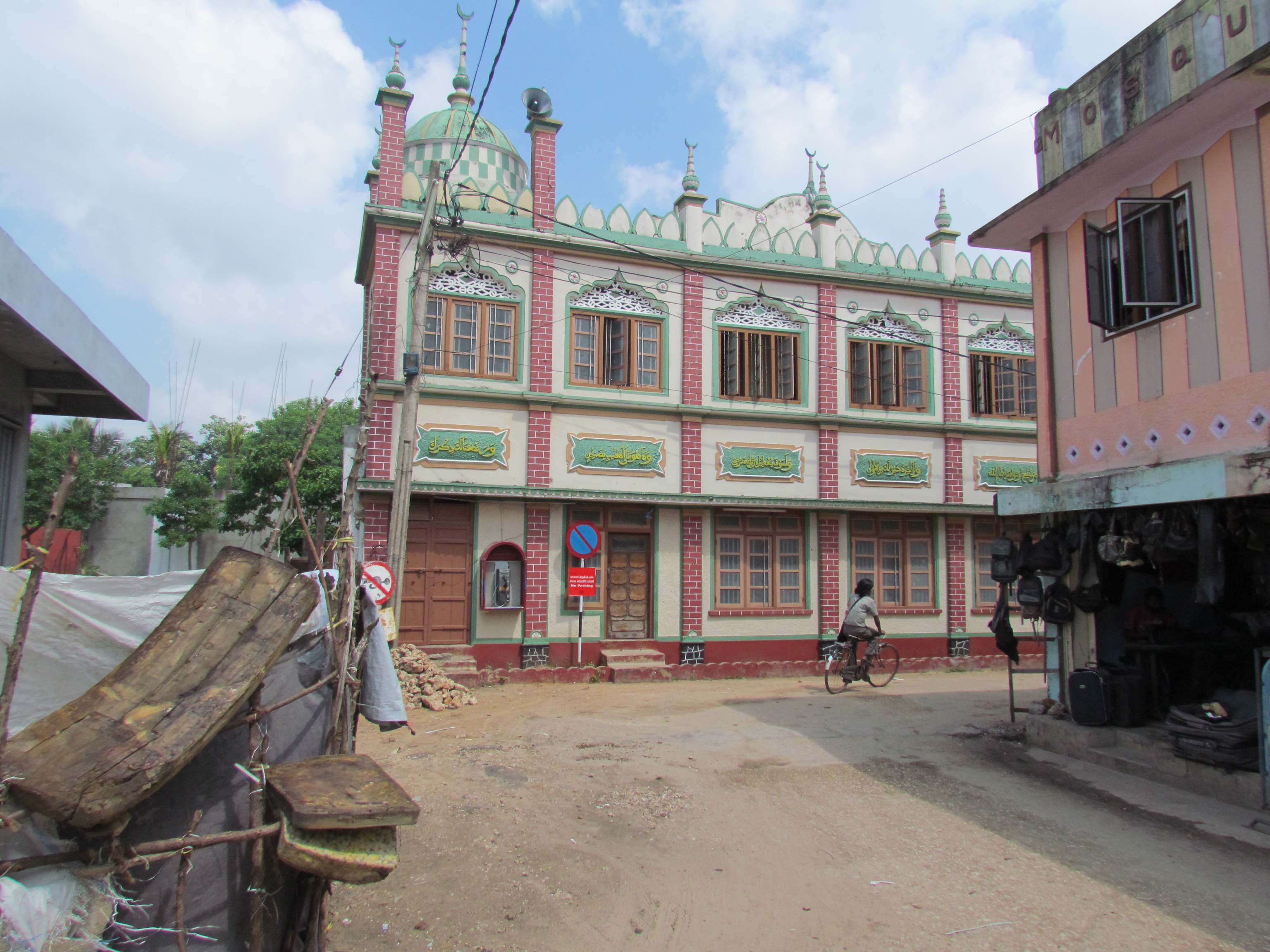
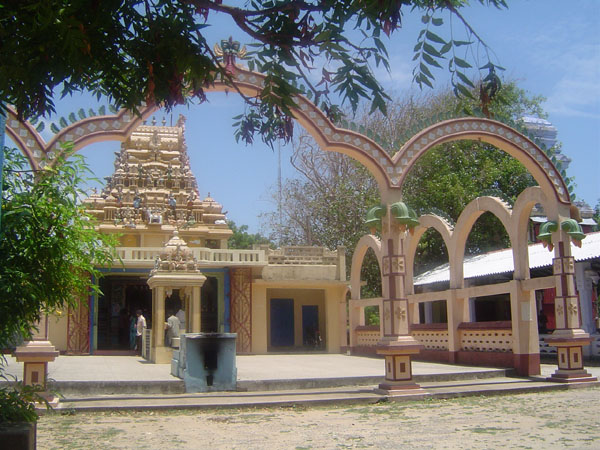
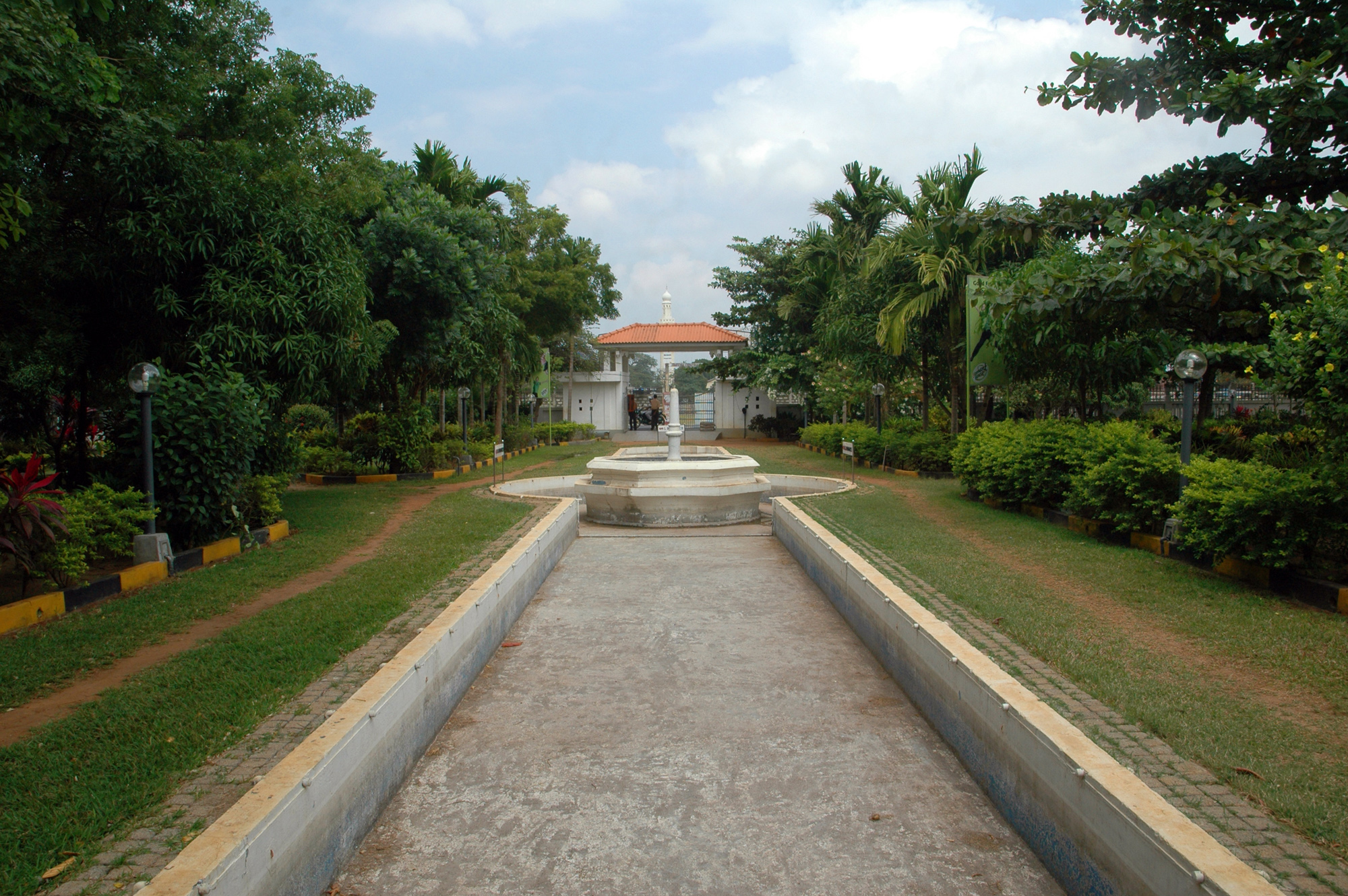
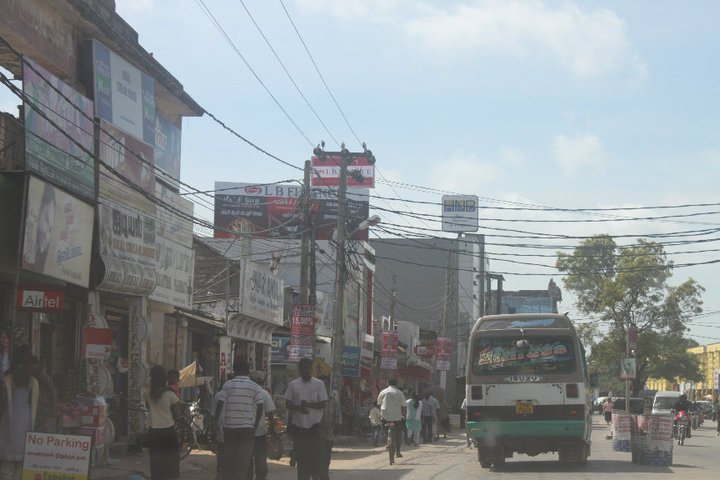
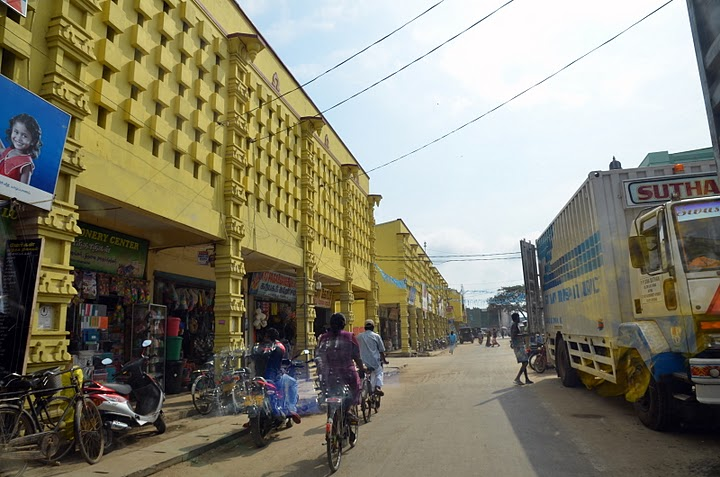